# Atlantica
För andra betydelser, se Atlantica (olika betydelser).

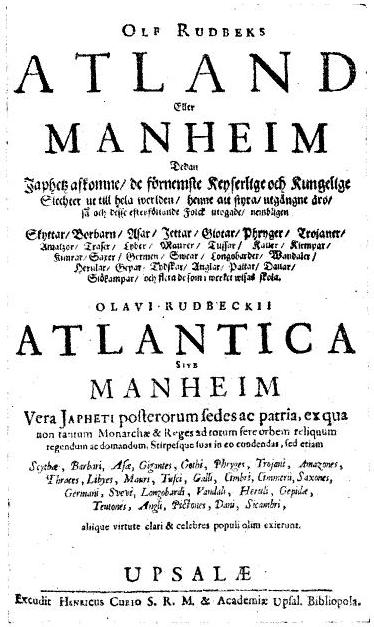
Titelblad till Olof Rudbecks Atlantica.

Atlantica, ursprunglig svensk titel Atland eller Manheim, är ett historiskt verk av Olof Rudbeck d.ä. Första bandet började tryckas 1677 och när författaren avled 1702 var fjärde bandet fortfarande under arbete, likaså ett band med tillhörande atlas. Vissa utgåvor hade svensk och parallell latinsk text, men inte alla. 

## Innehåll
I Atlantica försöker Rudbeck visa att Sverige är identiskt med det sjunkna Atlantis, genom en stor mängd likheter inom natur, folk, sägner och sagor, dess fornhistoria och "uråldriga tillstånd". Från detta Atlantis skulle sedan all världens kunskap och kultur ha utgått. Rudbeck förklarar antikens historieverk och Eddans myter, berättelser om forntida folkslag, folkvandringstidens händelser utifrån detta. De metoder som Rudbeck använder är vid sidan av närläsning av antika texter, främst långt drivna etymologier och arkeologiska fynd. En av teserna som presenteras i Atlantica bygger på en uppgift hos Jordanes att goterna härstammade från Skandinavien. Goterna kom därför att identifieras med de svenska götarna. Denna strömning, som brukar gå under namnet göticism, hade tidigare framförts av bland annat Johannes Bureus och Johannes Magnus i dennes postumt utgivna Alla göta- och sveakonungars historia.

## Mottagande
Atlantica tillhör en stor nationalistisk tradition som växte fram under den svenska stormaktstiden. Verket blev kraftigt kritiserat av samtida forskare som Johannes Schefferus, Johan Hadorph och Klas Örnhiälm, delvis på grund av personliga motsättningar med författaren. Denne stöddes dock av Olof Verelius.
Även Olof Celsius d.ä. tog klart avstånd från Atlanticans slutsatser och bevisföring. Han hade givit ut sin faders tolkning av hälsingerunorna, och menade att runskriften inte alls kunde beskrivas som Rudbeck gjorde. Att Johan Peringskiöld var en stor beundrare av Atlantican kom att hålla liv i Rudbecks tankegångar. Under frihetstiden ökade kritiken mot verkets teser, men många betydelsefulla historiska verk ännu under andra hälften av 1700-talet kom att låna teser ur Atlantican.
1774 anklagade Carl Gustaf Nordin Rudbeck och dennes anhängare för rena förfalskningar, och var av den uppfattningen att det svenska folket egentligen var detsamma som samer och att kungars härstamning inte skulle tros vara av samma slag som folkets. Utomlands fanns redan tidigare tvivlare och motståndare men även bifall som Rudbeck lät ge ut som Testimonia.
Utomlands fick Atlantican blandat bemötande; den fick en god recension i Royal Societys tidskrift Philosophical Transactions och det diskuterades om Rudbeck skulle väljas in. Andra var mer kritiska, och den italienske diplomaten Lorenzo Magalotti, som 1674 besökte Uppsala, skrev att
"Om denna bok kan göra lycka, hänvisar jag till den blinda vördnaden för en så högt ansedd och lärd man. Men jag kan dock icke underlåta att göra den anmärkningen, att svenskarna äro i högsta grad lättrogna, kanske ändå mera än tyskarna."
Den franske författaren Jean-François Regnard, som 1681 gjorde en Lapplandsresa, besökte även Rudbeck i Uppsala på vägen dit. Från mötet med Rudbeck berättar han: "Han ansträngde sig, att övertyga oss om att Herkules stoder hade befunnit sig i hans land och en massa andra saker, som ni få tro, om ni vill."
Försäljningen av Atlantican gick dåligt, och flera exemplar fanns kvar i Rubecks ägo när hans hus brann upp i stadsbranden i Uppsala 1702.

### Eftermäle
Idag ter sig Atlantica som halsbrytande ovetenskaplig och fri från verklighetsförankring, men likväl visar den på Rudbecks enorma bildning i vitt spridda vetenskaper. Rudbecks extrema nationalism och fantasifullt fantastiska teorier har gjort att frågan om goternas eventuella nordiska ursprung hamnat i dålig dager i den moderna svenska historiedebatten. Vissa av de metoder Rubeck använde var dock i sig sunda och rentav före sin tid: han försökte bland annat datera föremål utifrån de jordlager de låg i, och i hans etymologiska spekulationer utgick han i viss mån från systematiska ljudförändringar mellan språk.